# 威廉·馮·哈恩克

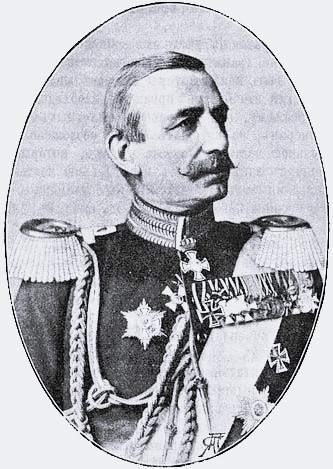
威廉·馮·哈恩克

威廉·古斯塔夫·卡爾·伯恩哈德·馮·哈恩克（德語：Wilhelm Gustav Karl Bernhard von Hahnke，1833年10月1日-1912年2月8日）是普魯士陸軍元帥，1888年至1901年擔任德意志帝國軍事內閣部長。
哈恩克出生於一個古老的普魯士軍官家庭，是威廉·哈恩克（1793-1861）和他的妻子安琪莉可（1803-1873）的兒子。他的父親在1836年被提升為世襲的普魯士貴族，從而成為威廉·馮·哈恩克。1851年，哈恩克在軍校生隊服役，成為第1近衛擲彈兵團的少尉。在第二次石勒蘇益格戰爭期間，哈恩克擔任連長。在普奧戰爭期間，他在普魯士的弗里德里希·卡爾王子的參謀部擔任總參謀長。在普法戰爭期間，他再次擔任後者的參謀部並獲得一級鐵十字勳章。
1888年，哈恩克被任命為剛剛加冕的威廉二世的軍事內閣部長。1905年1月晉升為陸軍元帥。他後來被任命為德皇的副將軍。他於1912年2月8日去世